# Грачёва, Клавдия Петровна
Клавдия Петровна Грачёва (1938, Кузнецовка, Вологодская область — 6 мая 2014, Вологда) — доярка колхоза «Родина» Вологодского района Вологодской области, Герой Социалистического Труда (1973).

## Биография
Родилась в 1938 году в деревне Кузнецовка Вологодского района Вологодской области.
После окончания средней школы 5 лет работала свинаркой.
В 1961 г. переехала в колхоз «Родина» (д. Огарково). Какое-то время работала на птицеферме, потом сидела с детьми.
С 1964 г. — доярка на ферме Огарково-2, сначала подменная, потом на группе в 50 коров.
За счёт хорошего ухода стала получать по 4500 кг в год в среднем на корову. В 1971 году надоила 4670 кг. В дальнейшем надои увеличились до 6000 кг. Повысила жирность молока на 0,2 процента.
В 1969 году в Свердловске завоевала 6 место на Всероссийском конкурсе доярок. На конкурсе в Пскове в 1971 году заняла 1-е место.
С 1984 года и до выхода на пенсию заведующая фермой Огарково-2.

## Награды и звания
Герой Социалистического Труда (Указ от 6 сентября 1973 года). Награждена двумя орденами Ленина (1971, 1973), орденом Октябрьской революции, медалями ВДНХ.